# Oskar Ljungström
Oskar Pär Johan Ljungström, mera känd som LakermaN, född 14 juli 1980 i Uppsala, är en svensk tidigare professionell e-sport-spelare som nådde stora framgångar i FPS-spelet Quake. Han är numera aktiv professionell pokerspelare sedan våren 2004.
Ljungström har spelat datorspel sedan han var fem år gammal. 1996 började han spela Quake och gick med i den svenska klanen Swedish Chefs. 1999  vann han det stora LAN-evenemanget True Gamers Invitational där dåtidens allra främsta duellspelare inom Quake medverkade. Han spelade även Quake III Arena, i vilket han vann ett flertal stora turneringar och prispengar åren 2000-2002.